# Muestra de Teatro Español de Autores Contemporáneos
La Muestra de Teatro Español de Autores Contemporáneos es el evento de nueva dramaturgia que reúne más representaciones de autores vivos de toda España. 

## Historia
La Muestra inició su andadura en el año 1993 con la puesta en escena de Anónima sentencia de Eduardo Galán, el doce de junio en el paraninfo de la Universidad de Alicante.
Este certamen anual, creado y dirigido por Guillermo Heras, ha definido con el tiempo una serie de objetivos programáticos entre los cuales destaca su apuesta principal por programar compañías -que tienen en su producción un autor español vivo- sin importar qué estilo o lengua tenga.
Entre los objetivos secundarios está el de proporcionar un equilibrio en la programación a varios niveles, ya sea según el origen de la producción (empresas públicas, privadas, independientes o alternativas), la procedencia geográfica de las compañías, los diferentes formatos y segmentos de público (teatro de sala, teatro para niños, teatro cabaret, café-teatro y teatro de calle), propiciar la presencia habitual de dramaturgas e implicar a los espectadores de manera que la Muestra no sea simplemente seguida, sino participada, con actividades paralelas y complementarias.
Al igual que la Fira Tàrrega, la Muestra es también un escaparate y trampolín para la promoción nacional e internacional de los dramaturgos españoles. Para ello colabora con organismos nacionales e internacionales, buscando además que los programadores estén receptivos a nuevas apuestas, espectáculos con un cierto grado de riesgo en su creación y una menor proyección mediática que otro tipo de espectáculos.
Por último la Muestra es ante todo una cita anual para el debate, la reflexión y el análisis de cómo se encuentra nuestra dramaturgia viva.
El balance que arroja el festival tras sus ya 22 ediciones es la de acercar al público la producción de 472 autores con la representación de 547 obras, de lo que ha sido considerado una edad de plata de las letras españolas por la propia organización, debido al nivel creativo mostrado.

### Homenajes
En la muestra también se homenajea un autor vivo, quien es invitado a hablar sobre su obra. Este año 2015 por desgracia, pese a la repentina muerte de la dramaturga invitada Ana Diosdado, se mantendrá el homenaje. También en alguna ocasión (como ocurrió en la XXI edición) en vez de un autor se ha homenajeado a una compañía.
La lista de los autores homenajeados es la siguiente: Antonio Buero Vallejo (1993), Francisco Nieva (1994), Alfonso Sastre (1995), Antonio Gala (1996), José Martín Recuerda (1997), Fernando Fernán Gómez (1998), José Sanchis Sinisterra (1999), Josep Maria Benet i Jornet (2000), José María Rodríguez Méndez (2001), Fernando Arrabal (2002), Rodolf Sirera (2003), José Luis Alonso de Santos (2004), Paloma Pedrero (2005), Jerónimo López Mozo (2006), Jordi Galcerán (2007), Jesús Campos García (2008), Juan Mayorga (2009), Ignacio Amestoy (2010), Salvador Távora (2011), Laila Ripoll (2012), La Zaranda (2013), Carles Alberola (2014) y Ana Diosdado (2015)

### La Palma de Alicante
La Muestra de Teatro Español de Autores Contemporáneos creó en 2001 un premio honorífico, la Palma de Alicante, para dar reconocimiento a una personalidad, empresa o Institución que haya destacado a lo largo de su trayectoria profesional en el apoyo, desarrollo y compromiso con la dramaturgia española contemporánea.
Desde entonces han sido premiados entre otros: La Revista Primer Acto, la Biblioteca Virtual Miguel de Cervantes, la Asociación de Autores de Teatro o la Coordinadora Estatal de Salas Alternativas.

## Premio Carlos Arniches
Uno de los pilares de la Muestra es afianzar y dar difusión a la entrega del principal premio de teatro de la ciudad, en honor al dramaturgo Carlos Arniches, el cual es convocado con cierta intermitencia por el Patronato Municipal de Cultura desde 1956.
La entrega de este galardón se hace coincidir con el acto de homenaje hacia el final de la Muestra, cuando un intelectual reputado o un representante del Ayuntamiento de Alicante hace público el resultado del concurso.
La última edición de los premios fue en 2009, siendo ganador Fernando Ramírez Baeza con su obra Subprime. Listado de premiados y sus obras.